# Giải BAFTA lần thứ 38
Giải BAFTA lần thứ 38, được trao bởi Viện Hàn lâm Nghệ thuật Điện ảnh và Truyền hình Anh Quốc năm 1985 để tôn vinh những bộ phim xuất sắc nhất năm 1984. Lễ trao giải diễn ra tại Grosvenor House Hotel ở Luân Đôn vào ngày 5 tháng 3 năm 1985.
Chiến thắng lớn nhất tại buổi lễ thuộc về bộ phim The Killing Fields của Anh với 13 đề cử và giành 8 trong số đó.

## Chiến thắng và đề cử

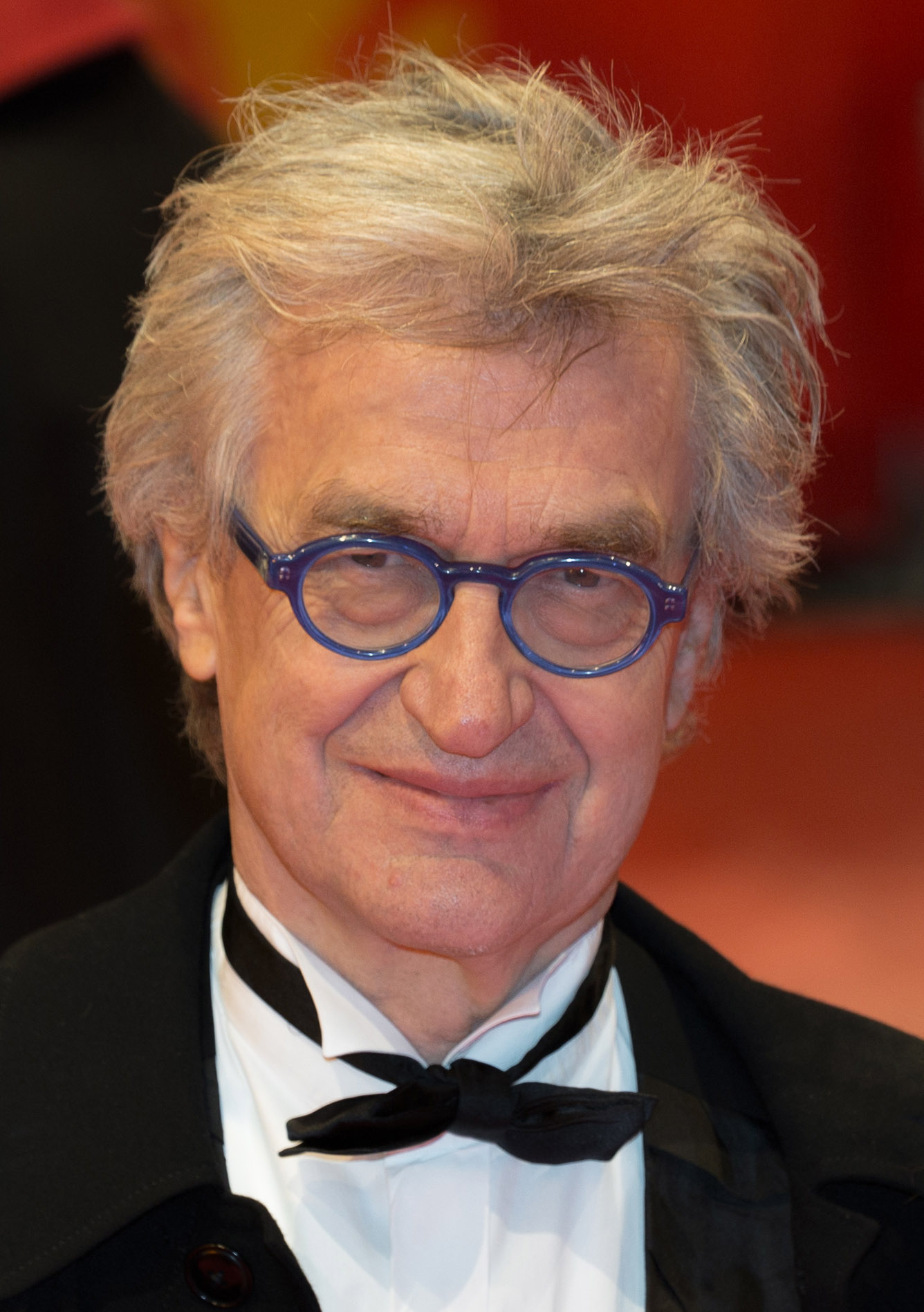
Wim Wenders, Đạo diễn xuất sắc nhất

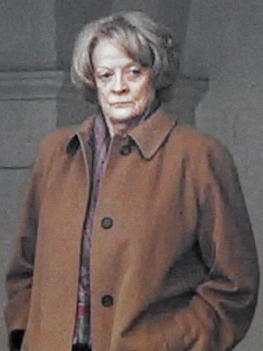
Maggie Smith, Nữ diễn viên chính xuất sắc nhất

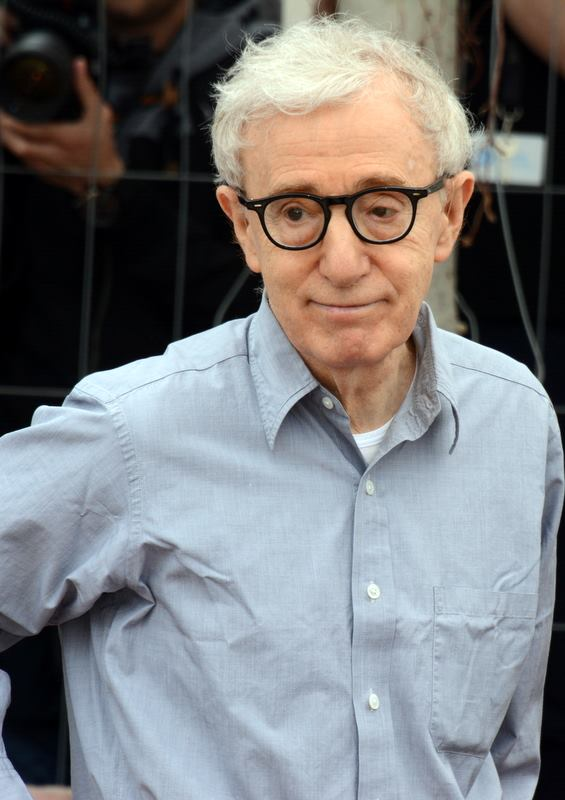
Woody Allen, Kịch bản gốc xuất sắc nhất

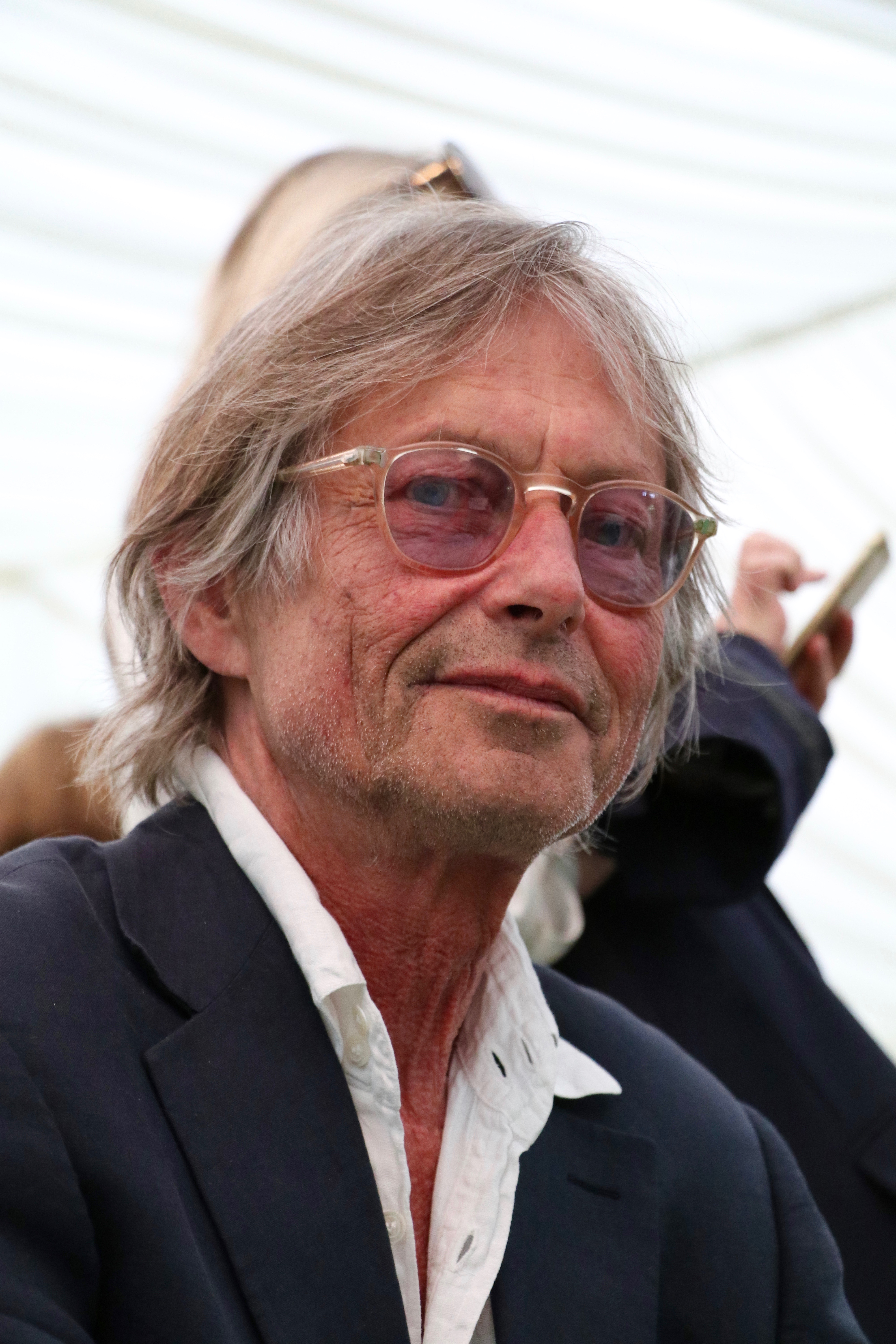
Bruce Robinson, Kịch bản chuyển thể xuất sắc nhất

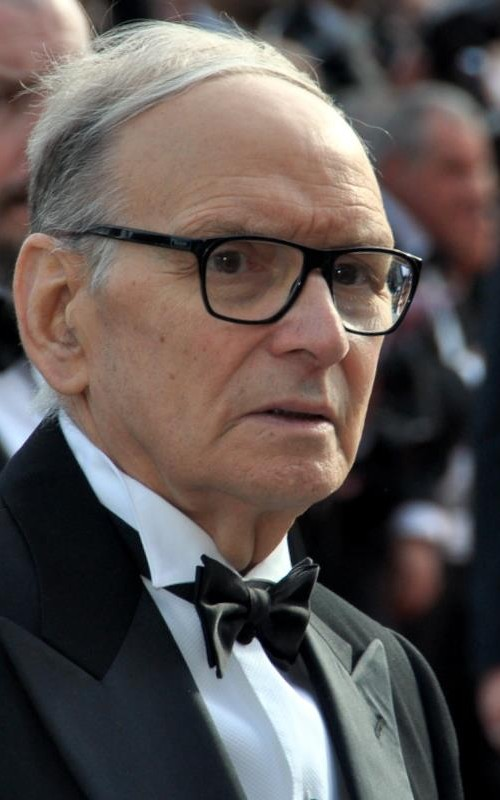
Ennio Morricone, Nhạc phim hay nhất

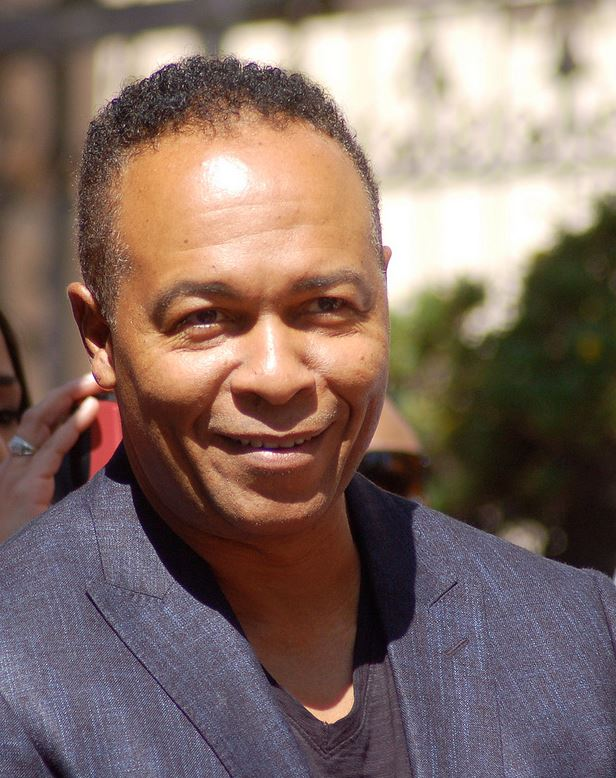
Ray Parker Jr., Bài hát trong phim hay nhất

Giải đóng góp nổi bật cho điện ảnh Anh Quốc BAFTA: Alan Parker và Alan Marshall
| Phim hay nhất The Killing Fields – David Puttnam - The Dresser – Peter Yates - Paris, Texas – Chris Sievernich và Anatole Dauman - A Private Function – Mark Shivas | Đạo diễn xuất sắc hay nhất Wim Wenders – Paris, Texas - Peter Yates – The Dresser - Roland Joffé – The Killing Fields - Sergio Leone – Once Upon a Time in America |
| Nam diễn viên chính xuất sắc nhất Haing S. Ngor – The Killing Fields vai Dith Pran - Albert Finney – The Dresser vai Sir - Sam Waterston – The Killing Fields vai Sydney Schanberg - Tom Courtenay – The Dresser vai Norman                                                                                              | Nữ diễn viên chính xuất sắc nhất Maggie Smith – A Private Function vai Joyce Chilvers - Helen Mirren – Cal vai Marcella - Meryl Streep – Silkwood vai Karen Silkwood - Shirley MacLaine – Terms of Endearment vai Aurora Greenway |
| Nam diễn viên phụ xuất sắc nhất Denholm Elliott – A Private Function vai Charles Swaby - Ian Holm – Greystoke: The Legend of Tarzan, Lord of the Apes vai Capitaine Fyllieppe - Michael Elphick – Gorky Park vai Pasha - Ralph Richardson – Greystoke: The Legend of Tarzan, Lord of the Apes vai Sixth Ear of Greystoke | Nữ diễn viên phụ xuất sắc nhất Liz Smith – A Private Function vai Joyce's Mother - Cher – Silkwood vai Dusty Ellis - Eileen Atkins – The Dresser vai Madge - Tuesday Weld – Once Upon a Time in America vai Carol |
| Kịch bản gốc xuất sắc nhất Broadway Danny Rose – Woody Allen - The Big Chill – Lawrence Kasdan và Barbara Benedek - Comfort and Joy – Bill Forsyth - A Private Function – Alan Bennett | Kịch bản chuyển thể xuất sắc nhất The Killing Fields – Bruce Robinson - Another Country – Julian Mitchell - The Dresser – Ronald Harwood - Paris, Texas – Sam Shepard |
| Quay phim xuất sắc nhất The Killing Fields – Chris Menges - Greystoke: The Legend of Tarzan, Lord of the Apes – John Alcott - Indiana Jones and the Temple of Doom – Douglas Slocombe - Once Upon a Time in America – Tonino Delli Colli                                                                                 | Thiết kế phục trang xuất sắc nhất Once Upon a Time in America – Gabriella Pescucci - The Bostonians – Jenny Beavan và John Bright - The Company of Wolves – Elizabeth Wailer - Swann in Love – Yvonne Sassinot De Nesle |
| Dựng phim xuất sắc nhất The Killing Fields – Jim Clark - Another Country – Gerry Hambling - Indiana Jones and the Temple of Doom – Michael Kahn - Under Fire – John Bloom và Mark Conte | Hóa trang và làm tóc xuất sắc nhất Greystoke: The Legend of Tarzan, Lord of the Apes – Paul Engelen, Peter Frampton, Rick Baker và Joan Hills - The Company of Wolves – Jane Royle và Christopher Tucker - The Dresser – Alan Boyle - The Killing Fields – Tommie Manderson                                                              |
| Nhạc phim hay nhất Once Upon a Time in America – Ennio Morricone - Carmen – Paco de Lucía - The Killing Fields – Mike Oldfield - Paris, Texas – Ry Cooder | Bài hát trong phim hay nhất "Ghostbusters" (Biệt đội săn ma) – Ray Parker Jr. - "I Just Called to Say I Love You" (The Woman in Red) – Stevie Wonder - "No More Lonely Nights" (Give My Regards to Broad Street) – Paul McCartney - "Together in Electric Dreams" (Electric Dreams) – Giorgio Moroder và Philip Oakey                    |
| Nhạc phim hay nhất The Killing Fields – Roy Walker - The Company of Wolves – Anton Furst - Greystoke: The Legend of Tarzan, Lord of the Apes – Stuart Craig - Nineteen Eighty-Four – Allan Cameron | Âm thanh hay nhất The Killing Fields – Ian Fuller, Clive Winter và Bill Rowe - Carmen – Carlos Faruolo, Alfonso Marcos và Antonio Illan - Greystoke: The Legend of Tarzan, Lord of the Apes – Ivan Sharrock, Gordon McCallum, Les Wiggins và Roy Baker - Indiana Jones and the Temple of Doom – Ben Burtt, Simon Kaye và Laurel Ladevich |
| Hiệu ứng hình ảnh đặc biệt xuất sắc nhất Indiana Jones and the Temple of Doom – Dennis Muren, George Gibbs, Michael J. McAlister và Lorne Peterson - The Company of Wolves – Christopher Tucker và Alan Whibley - Biệt đội săn ma – Richard Edlund - The Killing Fields – Fred Cramer                                    | Diễn viên mới xuất sắc nhất Haing S. Ngor – The Killing Fields vai Dith Pran - John Lynch – Cal vai Cal - Rupert Everett – Another Country vai Guy Bennett - Tim Roth – The Hit vai Myron |
| Phim tài liệu hay nhất Up – Michael Apted - Afghanistan Reports: Allah Against the Sunships – Sandy Gall - GI Brides – Lavinia Warner - South Bank Show: Allan Bennett – David Hinton | Phim không nói tiếng Anh hay nhất Carmen – Emiliano Piedra và Carlos Saura - The Return of Martin Guerre – Daniel Vigne - A Sunday in the Country – Alain Sarde và Bertrand Tavernier - Swann in Love – Margaret Menegoz và Volker Schlöndorff                                                                                           |
| Phim hoạt hình ngắn hay nhất Rupert and the Frog Song – Geoff Dunbar - Danger Mouse – Brian Cosgrove và Mark Hall - Thomas the Tank Engine and Friends – Britt Allcroft, David Mitton và Robert D. Cardona - The Wind in the Willows – Mark Hall và Brian Cosgrove                                                       | Phim ngắn hay nhất The Dress – Eva Sereny - Killing Time – Chris O'Reilly - Samson and Delilah – Mark Peploe |

## Thống kê
| Số lượng | Phim                                              |
| -------- | ------------------------------------------------- |
| 13       | The Killing Fields                                |
| 7        | The Dresser                                       |
| 6        | Greystoke: The Legend of Tarzan, Lord of the Apes |
| 5        | Once Upon a Time in America                       |
| 5        | A Private Function                                |
| 4        | The Company of Wolves                             |
| 4        | Indiana Jones and the Temple of Doom              |
| 4        | Paris, Texas                                      |
| 3        | Another Country                                   |
| 3        | Carmen                                            |
| 2        | Cal                                               |
| 2        | Biệt đội săn ma                                   |
| 2        | Silkwood                                          |
| 2        | Swann in Love                                     |

| Số lượng | Phim                        |
| -------- | --------------------------- |
| 8        | The Killing Fields          |
| 3        | A Private Function          |
| 2        | Once Upon a Time in America |